# Жайск
Жайск — село в Новосельском сельсовете Вачского района Нижегородской области России.
Словарь Брокгауза и Ефрона: «Жайск — село Владимирской губернии, Муромского уезда, на правом берегу реки Оки, где и пристань. Жителей 1041. Около села ломка красновато-белого гипса, залегающего слоем от ½ до 1¼ аршин толщины»
По Оке в прошлом осуществлялось регулярное пассажирское сообщение и у жайской пристани была остановка. В частности, в 1920-х годах существовала линия Москва — Нижний Новгород, а вплоть до 1990-х, Касимов — Нижний Новгород. Расстояния от Жайска по реке: до Москвы — 912 км, до Нижнего Новгорода — 154 км.

## Из истории
- В писцовых книгах 1629—1630 годов, в числе деревень, пожалованных в вотчину боярину Михаилу Борисовичу Шеину (известному полководцу и государственному деятелю России XVII века), значится и деревня Жайская; в ней в то время было 19 дворов крестьянских и 2 бобыльских. В 1647 году Жайская продолжала оставаться деревней.
- В окладных книгах Рязанской епархии за 1676 год в селе Жайском значится деревянная церковь Воскресения Христова, в приходе: двор Якова Степанова сына Пушкина, в нём живёт приказчик, 42 двора крестьянских и 2 бобыльских и деревня Мякишево, в которой 15 дворов крестьянских.
- В 1803 году церковь сгорела и на её месте началась постройка каменного храма; трапезная построена и освящена в 1810 году (в 1869-70 годах расширена), главный храм — в 1819, колокольня — в 1867-73 годах.
- В 1840-х годах Жайское относилось ко владениям баронессы С. Я. Вольф, А. Н. Голицына, П. Н. Клушина, А. Я. Потёмкина[4].
- В «Историко-статистическом описании церквей и приходов Владимирской Епархии» за 1897 год сказано, что приход состоит из села Жайского (163 двора) и деревень: Мякишево и Вишенок. Всего по клировым ведомостям числится 259 дворов, 742 души мужского пола и 798 — женского.
- В Жайском, согласно «Историко-статистическому описанию церквей и приходов Владимирской Епархии», с 1864 года существует земская народная школа и в 1896 году в ней было 80 учащихся. В[5] имеются данные, что в земской школе в 1898 году обучалось 100 учеников и что помещение школы «удобное».
- В жайской школе несколько лет работал учителем будущий выдающийся учёный-геолог И. М. Губкин (1871—1939) — создатель советской нефтяной геологии, исследователь Курской магнитной аномалии.
- В Советские годы в Жайске существовал колхоз «Родина».

## Население
| 1859 | 1897 | 1905  | 1926  | 1999 | 2002 | 2010 |
| ---- | ---- | ----- | ----- | ---- | ---- | ---- |
| 789  | ↘665 | ↗1209 | ↘1069 | ↘142 | ↘116 | ↘114 |

## Известные уроженцы, жители
Альбицкий, Александр Парфенович — российский врач.

## Жайск в наши дни
При жайской церкви Вознесения Христова имеется приход Русской православной церкви, относящийся к Вачскому благочинию Выксунской и Павловской епархии.
В Жайске существует сельскохозяйственное предприятие, СПК «Жайск». Жайск телефонизирован, в нём также установлен «красный» таксофон с номером (83173) 73-146.
В окрестностях Жайска хорошая рыбалка. Например, на жайском плёсе встречаются самые крупные в Нижегородской области лещи, весом 4-5 кг, длиной до 60 см.
Доехать до Жайска на автомобиле можно по автодороге Р125 Муром — Нижний Новгород, повернув у Новосёлок по указателю на Жайск по асфальтированной дороге. По Оке регулярное пассажирское сообщение прекращено более 10 лет назад.

## Памятники
- Памятник Петру и Февронии (открыт в июле 2013 года)[15]